# Colònia del Txad
La Colònia del Txad fou un domini francès a l'Àfrica que va existir del 1920 al 1934 com a part de la federació de colònies de l'Àfrica Equatorial Francesa (AEF).

## Història
El Territori del Txad es va separar de la colònia de l'Ubangui-Chari el 1916 però va restar com territori (de facto militar) dependent de l'Àfrica Equatorial Francesa (AEF). Finalment el 17 de març de 1920 es va convertir en la colònia del Txad sempre dins l'AEF. Les colònies foren rebatejades regions el 30 de juny de 1934 i el 31 de desembre de 1937 les regions foren substituïdes per territoris ultramarins.

## Tinents governadors
- 1920 - 1921 Bertrant
- 1921 - 1923 Fernand Marie Joseph Antoine Lavit
- 1923 - 1926 Dieudonné François Joseph Marie Reste
- 1925 - 1926 François Joseph Henri Terraz (suplent)
- 1925 Antoine Touzet (no va arribar a prendre possessió)
- 1925 Albéric Auguste Fournier (no va arribar a prendre possessió)
- 1926 - 1929 Jules Marcel de Coppet
- 1927 - 1928 Jacques Auguste Maurice Cléret (suplent)
- 1928 - 1929 Adolphe Deitte (no va arribar a prendre possessió)
- 1929 Maurice Assier de Pompignan
- 1929 - 1930 Émile Buhot-Launay
- 1929 Maurice Assier de Pompignan (suplent)
- 1930 - 1932 Jules Marcel de Coppet (segona vegada)
- 1930 Louis de Poyen-Bellisle (suplent)
- 1932 Joseph Georges Alexandre Bouvet
- 1932 - 1933 Georges David Pierre Marie Prouteaux
- 1932 Louis de Poyen-Bellisle (suplent)
- 1933 Louis de Poyen-Bellisle
- 1933 - 1934 Richard Edmond Maurice Brunot
- 1933 - 1934 Louis de Poyen-Bellisle (suplent)